# Fritz Kramer (Radsportler)
Fritz Kramer (* 8. Januar 1893 in Hannover; † im 20. Jahrhundert) war ein deutscher Radrennfahrer und nationaler Meister im Radsport.

## Sportliche Laufbahn
Kramer war Straßenradsportler. Mit 18 Jahren begann er mit dem Radsport im Verein RV Pfeil Hannover. Er wurde später Mitglied im Verein Zugvogel Hannover. Kramer war er Mitglied der Deutschen Radfahrer Union (DRU), die 1920 aus der Allgemeinen Radfahrer-Union (ARU) entstanden war. Während des Ersten Weltkrieges diente er vier Jahre lang als Infanterist und erlitt zwei Verwundungen. Ab 1919 fuhr er wieder Radrennen.
Von 1921 bis 1923 gewann er die Deutsche Meisterschaft der DRU im Mannschaftszeitfahren mit Willy Rosenbusch, Willy Seitz und Heini Hartmann. 1922 konnte er mit dem Gewinn der Deutschen Meisterschaft der DRU seinen größten Erfolg feiern. Dreimal gewann er das Eintagesrennen Rund um den Deister.